# این پدر من است
این پدر من است (به انگلیسی: This Is My Father) فیلمی محصول سال ۱۹۹۸ و به کارگردانی پل کوئین است. در این فیلم بازیگرانی همچون آیدان کوئین، جیمز کان، استیون ری، جان کیوسک، جیکوب تی‌یرنی، کالم مینی، دونال دونلی، مویا فارلی، برندن گلیسون، پت شورت، جان کونا و فیونا گلسکات ایفای نقش کرده‌اند.